# Pic Arnau
El Pic Arnau és una formació rocosa i muntanya de 717,2 m alt del límit dels termes comunals de Tarerac i de Trevillac, el primer de la comarca del Conflent, i el segon, de la de la Fenolleda, a la Catalunya del Nord el primer i a Occitània el segon, si bé en una comarca històricament unida a la Catalunya del Nord. És, per tant, un dels límits septentrionals dels Països Catalans.
És és a la zona nord-occidental del terme de Tarerac i a la sud-occidental del de Trevillac, a prop al nord-oest del poble de Tarerac.